# Пирогов, Ефим Иванович
Ефи́м Ива́нович Пирого́в (26 декабря 1896, дер. Пирогово, Уржумский уезд, Вятская губерния, Российская империя — 25 марта 1949, Свердловск, РСФСР, СССР) ― советский военачальник. Участник четырёх войн: Первой мировой войны, Гражданской войны, советско-финляндской войны и Великой Отечественной войны. В годы Великой Отечественной войны командир 8-й отдельной железнодорожной бригады Северо-Кавказского фронта (1941—1943), командир 47-й отдельной железнодорожной бригады (1944—1945), начальник железнодорожных войск 3-го и 2-го Украинского фронтов (1944—1945). Генерал-майор технических войск (1944). Кавалер ордена Ленина (1945).

## Биография
Родился 26 декабря 1896 года в дер. Пирогово (ныне — Сернурского района Марий Эл) в бедной крестьянской семье. Окончил 3 класса Сердежской начальной школы Конганурской волости, был учеником мельника на водяной мельнице.
В 1915 году призван в Русскую императорскую армию, участник Первой мировой войны. В августе 1918 года призван в Красную Армию, после окончания курсов был командиром взвода артиллерийского дивизиона, воевал против Колчака на Восточном фронте. В 1920 году был командиром взвода курсантов Петроградского техникума РККА, участвовал в подавлении мятежа в Кронштадте. В 1936 году окончил Военно-транспортную академию. В августе 1938 года был назначен начальником штаба железнодорожного полка, а в 1939 году — начальником управления восстановительных работ.
Участвовал в советско-финляндской войне. В 1940 году присвоено звание полковника.
Участник Великой Отечественной войны: в 1941—1943 годах — командир 8-й отдельной железнодорожной бригады Северо-Кавказского фронта, в 1943—1944 годах — командир 47-й отдельной железнодорожной бригады. В 1944—1945 годах — начальник железнодорожных войск 3-го Украинского и 2-го Украинского фронтов. 3 июня 1944 года присвоено звание генерал-майора технических войск. Был участником обороны Кавказа, участвовал в освобождении Чехословакии и взятии Берлина.
После войны, в 1946—1949 годах, был заместителем командира корпуса железнодорожных войск 1-го ЖДК, 4-го ЖДК, который вёл восстановление железных дорог на Украине и Урале. Ушёл в отставку по состоянию здоровья.
За боевые заслуги награждён орденами Красной Звезды (1941), орденом Трудового Красного Знамени (1941), орденом Красного Знамени (1944, дважды), орденом Ленина (1945), орденом Богдана Хмельницкого I степени (1945, дважды), орденом «Возрождение Польши» III класса (1945), орденом «Боевой крест Чехословакии» (1945) и боевыми медалями.
Умер 25 марта 1949 года в Свердловске. Похоронен на Новодевичьем кладбище Москвы.

## Награды
- Орден Ленина (21.02.1945)[6]
- Орден Красного Знамени (01.05.1944, 03.11.1944)[7][8]
- Орден Красной Звезды (22.02.1941)[9]
- Орден Богдана Хмельницкого I степени (27.06.1945, 29.06.1945)[10][10]
- Орден Трудового Красного Знамени (1941)[11]
- Орден «Возрождение Польши» III класса (1945)[1][4]
- Орден «Боевой крест Чехословакии» (1945[1])[4]
- Медаль «За оборону Кавказа» (1943)[4]
- Медаль «За победу над Германией в Великой Отечественной войне 1941—1945 гг.» (1945)[4]
- Медаль «За освобождение Праги»[4]
- Юбилейная медаль «XX лет Рабоче-Крестьянской Красной Армии» (1938)[4]